# Santa Rosa, Guanajuato
Santa Rosa är en ort i Mexiko.   Den ligger i kommunen Valle de Santiago och delstaten Guanajuato, i den centrala delen av landet, 250 km väster om huvudstaden Mexico City. Santa Rosa ligger 1 761 meter över havet och antalet invånare är 226.
Terrängen runt Santa Rosa är platt åt nordväst, men åt sydost är den kuperad. Terrängen runt Santa Rosa sluttar norrut. Runt Santa Rosa är det ganska tätbefolkat, med 166 invånare per kvadratkilometer. Närmaste större samhälle är Salamanca, 18,5 km norr om Santa Rosa. Trakten runt Santa Rosa består till största delen av jordbruksmark.